# Le Tanu
Le Tanu é uma comuna francesa na região administrativa da Normandia, no departamento Mancha. Estende-se por uma área de 10 km². Em 2010 a comuna tinha 410 habitantes (densidade: 41 hab./km²).